# Amatitlán
Amatitlán is een stad en gemeente in het departement Guatemala in het land Guatemala. De gemeente heeft 144.035 inwoners (2018), waarvan er 98.176 in de stad zelf wonen. De gemeente behoort tot het grootstedelijk gebied van Guatemala-Stad, waar het zo'n dertig kilometer ten zuiden van ligt en is in die hoedanigheid een voorstad van de hoofdstad.
De stad ligt aan het Lago Amatitlán en aan de rivier Michatoya. De snelweg CA 9 verbindt de stad met Villa Nueva en Guatemala-Stad in het noorden en de kustplaats Puerto San José in het zuiden.
Amatitlán is bekend om haar textielindustrie en maquiladora's.

## Afbeeldingen

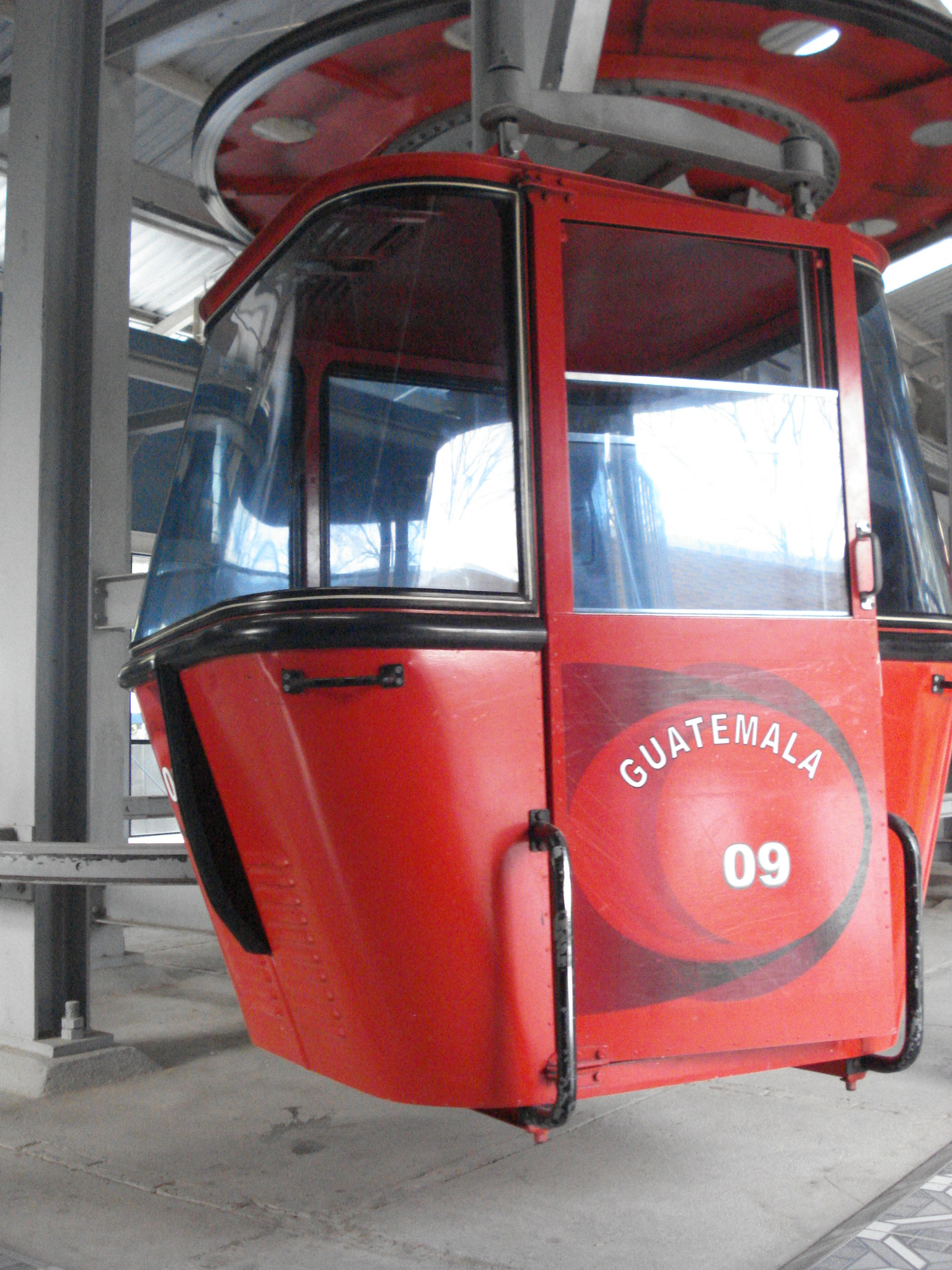
Kabelbaan in de stad
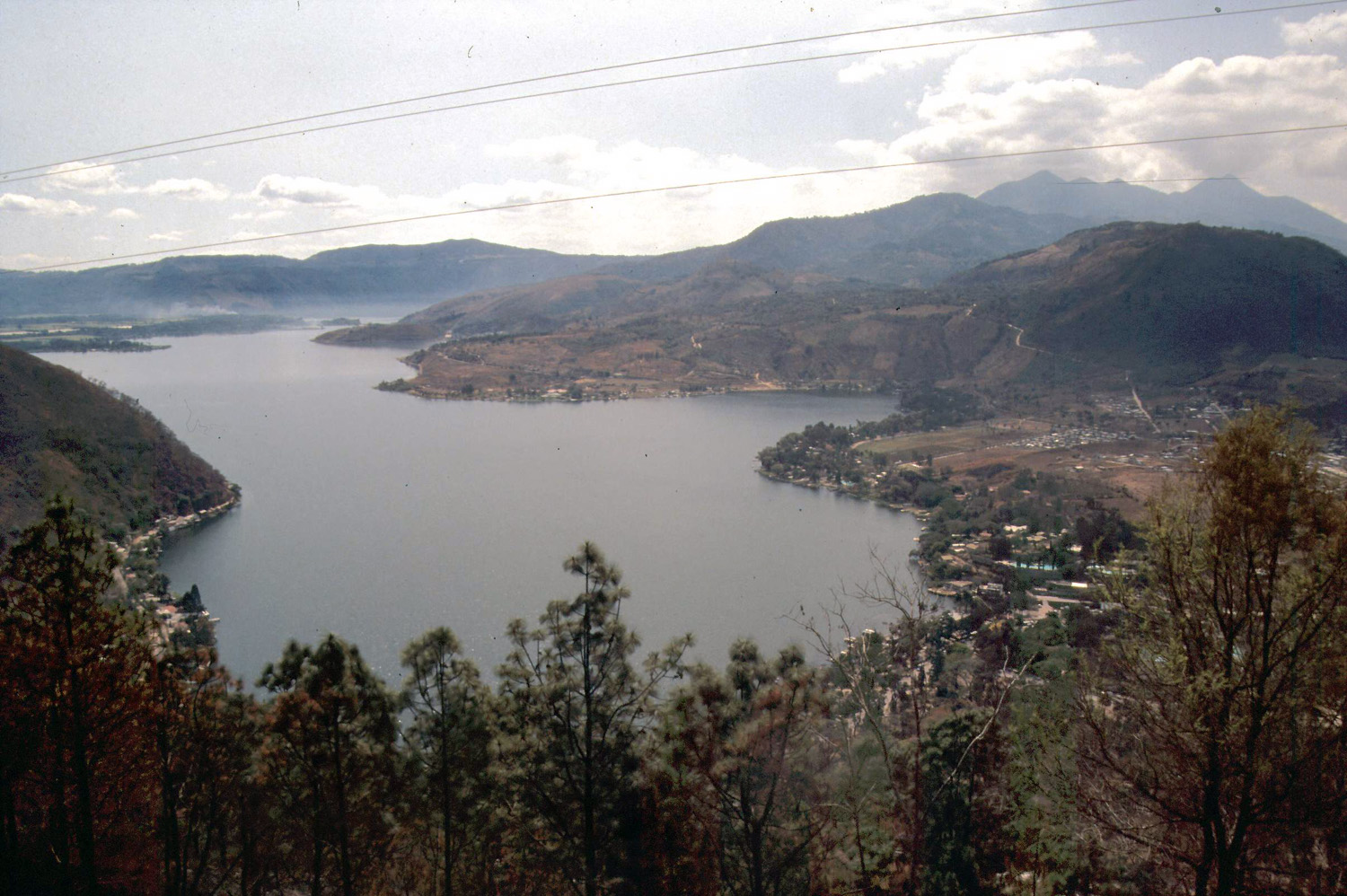
Zicht op het Lago Amatitlán
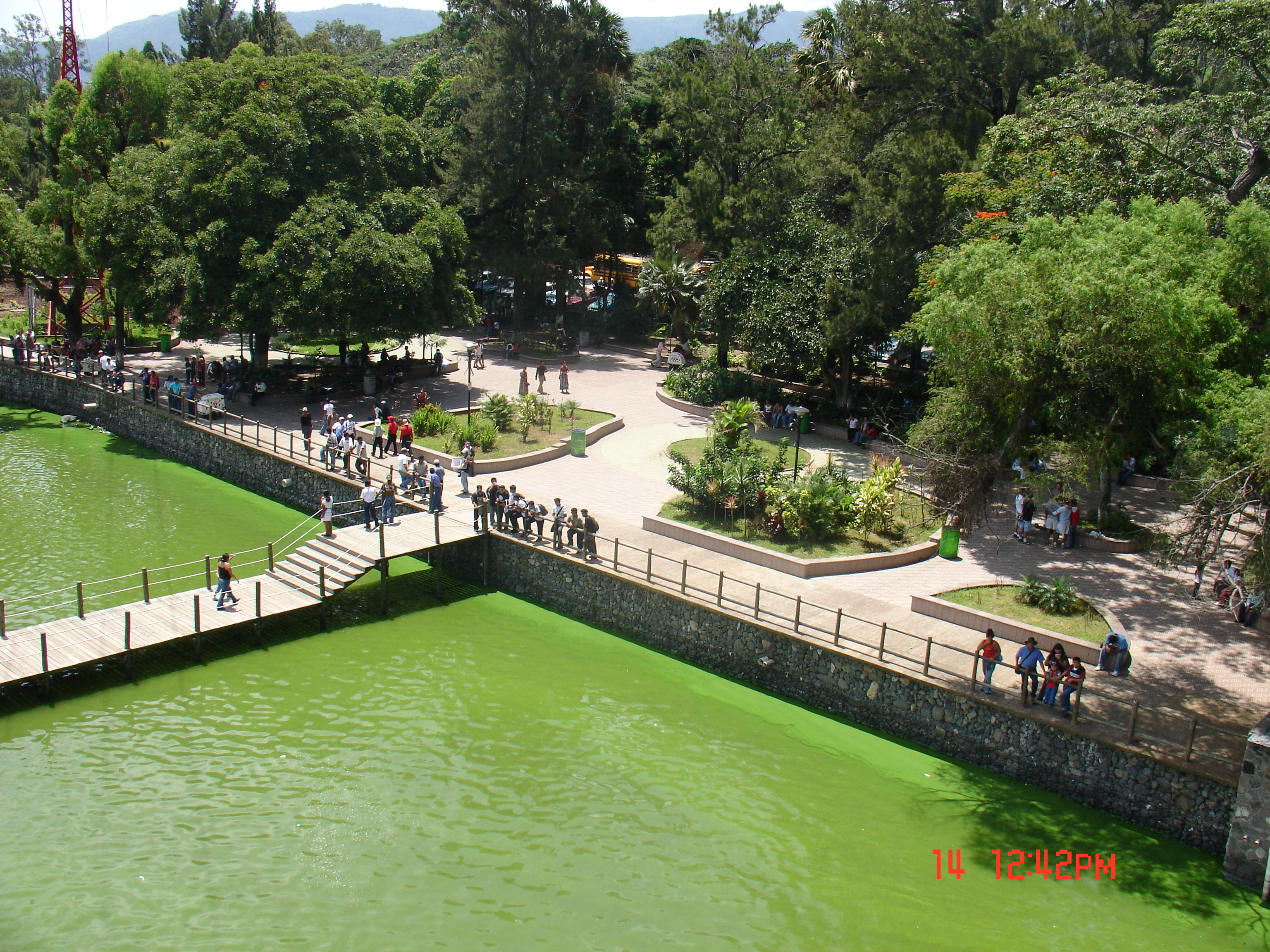
Boulevard langs het meer